# 安从进
安從進（?—942年），是五代官员。
先祖是振武索葛部人。祖父、父亲皆事唐为骑将。從進少年时即以勇力著称，早年是唐庄宗的护驾马军都指挥使，成為贵州刺史，明宗时为保义彰武军节度使。933年，愍帝即位，徙领顺化。后晋建国，加同中书门下平章事。时任山南东道（今湖北襄樊市）节度使。天福六年（941年）四月叛变，据襄州，安重荣立即率部响应。安从进引兵攻邓州，不克，进至湖阳，遇李建崇等部。从进大骇，以为神速，复为野火所烧，遂大败。安从进仅以数十骑奔还襄阳城。石敬瑭以高行周为襄州行营都部署，讨伐平叛。逾年襄州城粮尽，高行周攻破襄州，從進舉族自焚死。其子安弘受及其将佐四十三人送京师处斩。

## 延伸阅读
[在维基数据编辑]
 《舊五代史/卷98》，出自薛居正《舊五代史》
 《新五代史·卷51》，出自歐陽修《新五代史》